# Edwin Zbonek
Edwin Zbonek (Linz, 28 de março de 1928 — Sankt Pölten, 29 de maio de 2006) foi um cineasta e roteirista austríaco.